# Lees, Greater Manchester
Lees är en ort och en unparished area i distriktet Oldham, i grevskapet Greater Manchester, i England. Orten hade 12 776 invånare år 2019. Unparished area hade 4 616 invånare år 2001. Fram till 1974 var det ett separat distrikt.